# آنگوس برگر

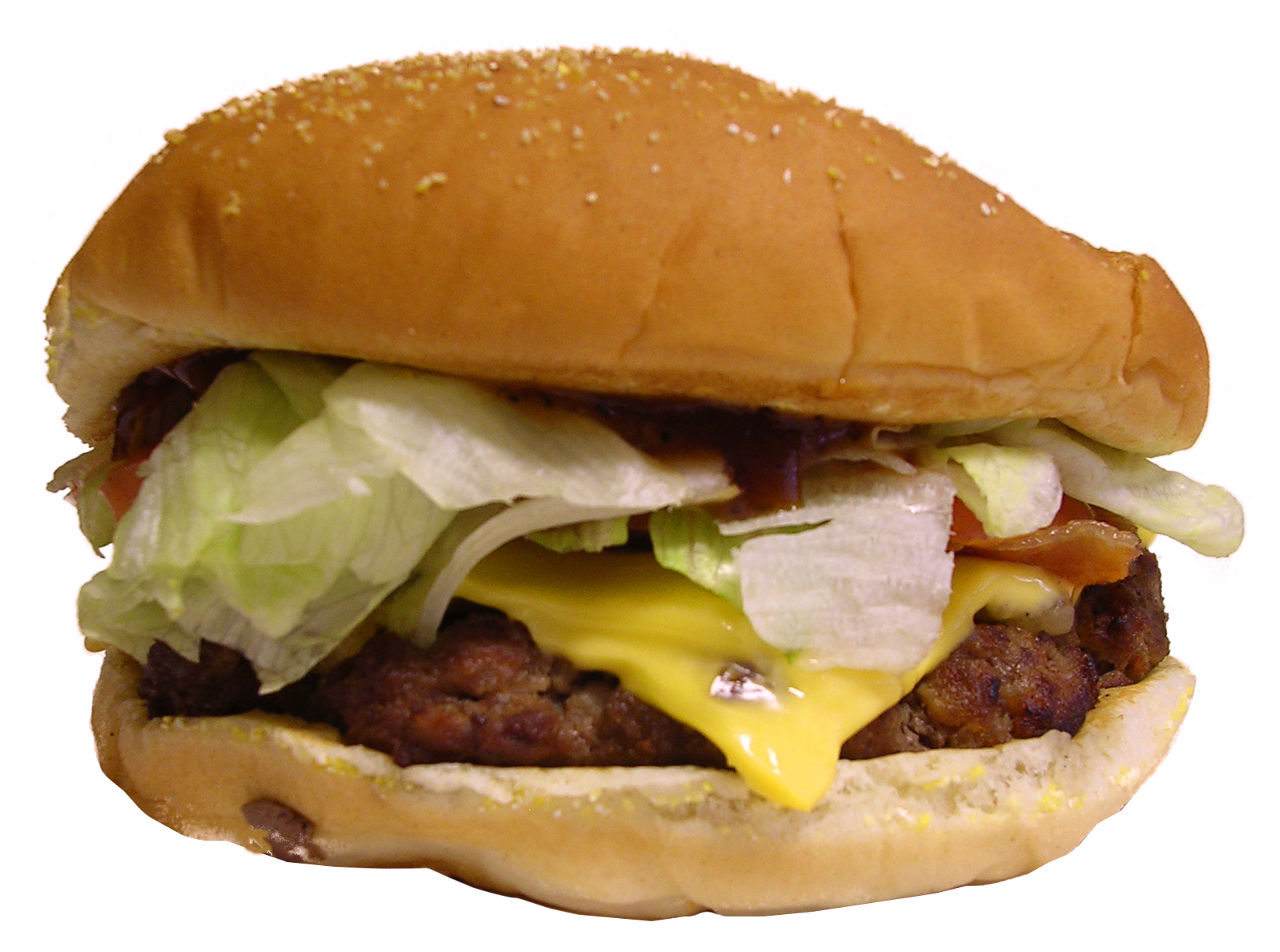
آنگوس برگر، به همراه بیکن و استیک پنیر

آنگوس برگر یک نوع همبرگر است که توسط رستوران بین‌المللی و زنجیره‌ای برگر کینگ ارائه می‌شود. در آمریکای شمالی این همبرگر به صورت بزرگ و ضخیم تهیه می‌شود، درحالی‌که رستوران هانگری جک، در استرالیا آن را در اندازه متوسط تهیه می‌کند.